# بودیل والرو
بودیل والرو (سوئدی: Bodil Valero؛ زادهٔ ۱۴ مهٔ ۱۹۵۸) سیاستمدار اهل سوئد است. او در لوندستروم سوئد متولد شد. او عضو حزب محیط زیست و از سال ۲۰۱۴ نماینده پارلمان اروپا در اتحادیه اروپا است. والرو حقوقدان است و قبلاً به عنوان مترجم و عضو شورا ی محلی و دستیار نماینده قبلی اتحادیه اروپا از حزب محیط زیست بود و با اینگر شورلینگ کار کرده‌است. والرو قبلاً نماینده ریکسداگ (پارلمان سوئد) بود.
بودیل والرو در انتخابات پارلمان اروپا در سال ۲۰۱۴ سومین نفر از لیست حزب سبز (سوئد) بود و برای پارلمان اروپا انتخاب شد.

## فعالیت‌های سیاسی
- نماینده کمون در یوله (۱۹۹۴–۲۰۰۶). والرو در سال ۱۹۹۴ علاقه‌مند به حزب محیط زیست سبزها شد. وی وارد شورای کمون شد و بعدها ریاست شورای شهر از حزب محیط زیست را برعهده گرفت.
- نماینده مجلس از شهرستان یوله (۲۰۰۶–۲۰۱۴). او در سال ۲۰۰۶ از حزب سبز (سوئد) به مجلس راه یافت و به عنوان نماینده کمیسیون امور خارجه انتخاب شد.

والرو سخنگوی سیاست مهاجرت و سپس سخنگوی سیاست خارجی شد. او در مجلس منجمله در موضوعات سیاست مهاجرت، حقوق اقلیت‌ها، صلح و صادرات اسلحه فعالیت داشت.
- نماینده اتحادیه اروپا (۲۰۱۴-) والرو در سال ۲۰۱۴ به عنوان سومین فرد از لیست حزب محیط زیست سوئد برای پارلمان اروپا انتخاب شد. والرو رئیس هیئت این حزب در پارلمان اروپا و نایب رئیس گروه پارلمانی از حزب سبزها / اتحاد آزاد اروپا است. او همچنین سخنگوی سیاسی امنیت و دفاع از حزب سبزها است و نماینده رسمی آن در کمیته فرعی برای امنیت است. والرو همچنین برای آزادی‌های مدنی، به عنوان نماینده در کمیته امور خارجه، ,(AFET) می‌باشد.[۲]
- والرو همچنین نماینده هیئت اجلاس مشترک پارلمان اروپا و اتحادیه اروپا است و معاون پارلمان اروپا برای صحرای غربی است.

## سایر فعالیت‌ها
والرو با حقوق پناهندگان و مهاجران و راه‌های قانونی در اتحادیه اروپا کار می‌کند. وی از سیاست‌های مهاجرت آزاد و انسانی حمایت می‌کند و از سیاست‌ها و توافقنامه‌های اتحادیه اروپا با ترکیه به نفع کشورهای عضو که مسئولیت پذیرش پناهندگان را به عهده دارند، انتقاد کرده‌است.
والرو به حمایت از حقوق اقلیت‌ها، ازجمله کردها، آشوری ها/ سوری‌ها و رومی‌ها اشتغال دارد. او از سال ۲۰۱۴ نماینده حزب سبزها در مذاکرات مربوط به عضویت ترکیه در اتحادیه اروپا بوده‌است.
او ۲ سال طراح گزارش سالانه پارلمان اروپا در مورد کنترل صدور تسلیحات بود و خواستار اجرای کاملتر موضع مشترک اروپا در زمینه صدور تسلیحات شد.